# Nederlandse kampioenschappen veldrijden 2014
De Nederlandse kampioenschappen veldrijden 2014 werden verreden op zaterdag 11 en zondag 12 januari 2014 in Gasselte nabij recreatieplas `t Nije Hemelriek. In hetzelfde gebied werden de Nederlandse kampioenschappen veldrijden van 1991 en Wereldkampioenschappen veldrijden van 1991 verreden.

## Uitslagen

### Mannen elite
Lars van der Haar was titelverdediger bij de heren, nadat hij in het voorgaande jaar de titel had opgeëist. Er stonden 26 renners in de elite-klasse aan de start. Van der Haar won voor de tweede keer de Nederlandse titel, met Corné van Kessel en Thijs van Amerongen op enige afstand als tweede en derde.
| Plaats                    | Naam                | Tijd    |
| ------------------------- | ------------------- | ------- |
| Nederlandse kampioenstrui | Lars van der Haar   | 1.03.45 |
| Zilver                    | Corné van Kessel    | + 0.59  |
| Brons                     | Thijs van Amerongen | + 1.09  |
| 4                         | Thijs Al            | + 2.04  |
| 5                         | Eddy van IJzendoorn | + 2.18  |
| 6                         | Twan van den Brand  | + 2.50  |
| 7                         | Niels Wubben        | + 3.16  |
| 8                         | Patrick van Leeuwen | + 3.43  |
| 9                         | Rudi van Houts      | + 3.57  |
| 10                        | Micki van Empel     | + 5.50  |

### Vrouwen elite
Marianne Vos was de titelverdedigster waarbij zij de voorgaande drie jaren de titel had gewonnen. Vos won de strijd van 33 vrouwen voor Sophie de Boer en Sabrina Stultiens.
| Plaats                    | Naam                   | Tijd   |
| ------------------------- | ---------------------- | ------ |
| Nederlandse kampioenstrui | Marianne Vos           | 44.57  |
| Zilver                    | Sophie de Boer         | + 1.41 |
| Brons                     | Sabrina Stultiens      | + 1.56 |
| 4                         | Thalita de Jong        | + 2.44 |
| 5                         | Reza Hormes-Ravenstijn | + 4.12 |
| 6                         | Lucinda Brand          | + 4.29 |
| 7                         | Anna van der Breggen   | + 4.31 |
| 8                         | Annefleur Kalvenhaar   | + 4.54 |
| 9                         | Karen Brouwer          | + 6.18 |
| 10                        | Bianca van den Hoek    | + 6.36 |

### Mannen beloften
| Plaats                    | Naam                    | Tijd   |
| ------------------------- | ----------------------- | ------ |
| Nederlandse kampioenstrui | Mathieu van der Poel    | 52.38  |
| Zilver                    | David van der Poel      | + 0.25 |
| Brons                     | Mike Teunissen          | + 0.40 |
| 4                         | Michiel van der Heijden | + 1.00 |
| 5                         | Stan Godrie             | + 1.05 |
| 6                         | Martijn Budding         | + 1.34 |
| 7                         | Gert-Jan Bosman         | + 3.11 |
| 8                         | Tim Ariesen             | + 4.52 |
| 9                         | Koen Weijers            | + 5.15 |
| 10                        | Richard Jansen          | + 5.50 |

### Jongens junioren
| Plaats                    | Naam                | Tijd   |
| ------------------------- | ------------------- | ------ |
| Nederlandse kampioenstrui | Joris Nieuwenhuis   | 43.18  |
| Zilver                    | Max Gulickx         | + 0.08 |
| Brons                     | Sieben Wouters      | + 0.13 |
| 4                         | Pascal Eenkhoorn    | + 0.32 |
| 5                         | Kelvin Bakx         | + 1.25 |
| 6                         | Pim van de Klundert | + 1.51 |
| 7                         | Dylan Bouwmans      | + 1.56 |
| 8                         | Roel van der Stegen | + 2.00 |
| 9                         | Fabio Jakobsen      | + 2.20 |
| 10                        | Robbert Wagenmakers | + 2.33 |

### Meisjes junioren
| Plaats                    | Naam                  | Tijd      |
| ------------------------- | --------------------- | --------- |
| Nederlandse kampioenstrui | Yara Kastelijn        | 41.41     |
| Zilver                    | Lotte Eikelenboom     | + 42      |
| Brons                     | Esmee Oosterman       | + 59      |
| 4                         | Lindy van Anrooij     | + 1.12    |
| 5                         | Jeanne Korevaar       | + 3.52    |
| 6                         | Tessa Neefjes         | + 5.32    |
| 7                         | Pernilla van Rozelaar | + 5.41    |
| 8                         | Claudie Peels         | + 7.07    |
| 9                         | Irene Gerritsen       | + 1 Ronde |
| 10                        | Marijne Bos           | + 1 Ronde |

### Jongens nieuwelingen
| Plaats                    | Naam                 | Tijd   |
| ------------------------- | -------------------- | ------ |
| Nederlandse kampioenstrui | Thijs Wolsink        | 29.45  |
| Zilver                    | Mitch Groot          | + 3    |
| Brons                     | Jens Dekker          | + 6    |
| 4                         | Thymen Arensman      | + 1.10 |
| 5                         | Wim Wittenberg       | + 1.28 |
| 6                         | Bryan Bouwmans       | + 1.35 |
| 7                         | Marino Noordam       | + 2.32 |
| 8                         | Yannick Vrielink     | + 2.51 |
| 9                         | David Dekker         | + 3.02 |
| 10                        | Dennis van der Horst | z.t.   |

### Meisjes nieuwelingen
| Plaats                    | Naam                       | Tijd   |
| ------------------------- | -------------------------- | ------ |
| Nederlandse kampioenstrui | Manon Bakker               | 33.24  |
| Zilver                    | Inge van der Heijden       | + 58   |
| Brons                     | Ceylin del Carmen Alvarado | + 1.33 |
| 4                         | Julia Boschker             | + 1.56 |
| 5                         | Amber van der Hulst        | + 2.33 |
| 6                         | Maaike de Heij             | + 2.39 |
| 7                         | Floor Weerink              | + 2.51 |
| 8                         | Anouk Spies                | + 3.13 |
| 9                         | Esther van der Burg        | + 4.12 |
| 10                        | Lorena Wiebes              | + 4.35 |

Kampioenschappen:  Wereldkampioenschappen · 
 Europese kampioenschappen · 
 Belgische kampioenschappen · 
 Nederlandse kampioenschappen
Klassementen:  Wereldbeker · 
 Superprestige · 
 Bpost bank trofee ·
 TOI TOI Cup ·
 Challenge national
Overig:  Soudal Classics
1963 · 
1964 · 
1965 · 
1966 · 
1967 · 
1968 · 
1969 · 
1970 · 
1971 · 
1972 · 
1973 · 
1974 · 
1975 · 
1976 · 
1977 · 
1978 · 
1979 · 
1980 · 
1981 · 
1982 · 
1983 · 
1984 · 
1985 · 
1986 · 
1987 · 
1988 · 
1989 · 
1990 · 
1991 · 
1992 · 
1993 · 
1994 · 
1995 · 
1996 · 
1997 · 
1998 · 
1999 · 
2000 · 
2001 · 
2002 · 
2003 · 
2004 · 
2005 · 
2006 · 
2007 · 
2008 · 
2009 · 
2010 ·
2011 ·
2012 ·
2013 ·
2014 ·
2015 ·
2016 ·
2017 ·
2018 ·
2019 ·
2020 ·
2021 ·
2022 ·
2023 · 2024 · 2025